# Sūr Dar
Sūr Dar (persiska: سور در) är en bondby i Iran.   Den ligger i provinsen Kerman, i den sydöstra delen av landet, 1 200 km sydost om huvudstaden Teheran. Sūr Dar ligger 572 meter över havet och antalet invånare är 139.
Terrängen runt Sūr Dar är lite kuperad.Runt Sūr Dar är det glesbefolkat, med 8 invånare per kvadratkilometer. Sūr Dar är det största samhället i trakten. Trakten runt Sūr Dar är ofruktbar med lite eller ingen växtlighet.